# Broadway Bound
Broadway Bound és una obra de teatre escrita per Neil Simon. L'obra té un caràcter marcadament autobiogràfic. És l'última part de la trilogia (Brighton Beach Memoirs i Biloxi Blues) sobre la família de Neil Simon. Es va estrenar per primera vegada en Broadway el 4 de desembre de 1986 i va romandre en cartell fins al 25 de setembre de 1988. Va ser protagonitzada per Jason Alexander, Limita Lavin i Jonathan Silverman.
A Espanya es va estrenar en 1996 sota la direcció d'Ángel García Moreno i protagonitzada, entre d'altres, per Amparo Baró, Luis Prendes, Pedro Civera, Isabel Mestres, Miguel Hermoso, Miguel Molina.

## Argument
Eugene i el seu germà major Stanley, intenten millorar les relacions amb els seus pares, al mateix temps que comencen a col·laborar en la ràdio amb petits números còmics, i el camí cap a Broadway està obert. Entorn d'ells, la família torna a aparèixer com sempre. Una família mitjana nord-americana amb tres generacions encarna les tensions viscudes durant la Segona Guerra Mundial.

## Producció
L'obra es va estrenaral Reynolds Theater de la Universitat Duke el 6 d'octubre de 1986. Simon Simon va indicar que el local d'estrena més petit va fer pressió per agradar als crítics.
L'orbra es va estrenar al Broadhurst Theatre de Broadway el 4 de desembre de 1986 i va clausurar el 25 de setembre de 1988 després de 756 representacions. Produïda per Emanuel Azenberg i dirigida per Gene Saks, el repartiment aplegava Linda Lavin com a Kate, Jonathan Silverman com a Eugene, Jason Alexander com a Stanley, Phyllis Newman com a Blanche i John Randolph com a Jack. Joan Rivers va assumir el paper de Kate durant els darrers mesos de l'obra a Broadway.
L'obra va rebre quatre nominacions als premis Tony a la millor obra, Linda Lavin (actriu principal), Phyllis Newman (actriu destacada) i John Randolph (actor destacat). Linda Lavin va guanyar el de millor actriu en una obra i John Randolph guanyà el d'actor destacat en una obra. Va rebre quatre nominacions al Drama Desk Award, que van guanuar Lavin i Randolph.
El 1987 també fou finalista al Premi Pulitzer al Drama.
A Broadway revival, dirigida per David Cromer, era previst que s'estrenés el novembre de 2009al Nederlander Theatre, comptant en el repertori Brighton Beach Memoirs. El repartiment anunciat incloïa Laurie Metcalf com a Kate Jerome, Dennis Boutsikaris com a Jack Jerome, Santino Fontana com a Stanley Jerome, Jessica Hecht com a Blanche, Josh Grisetti com a Eugene Jerome i Allan Miller com Ben. Tanmateix, Brighton Beach Memoirs va tancar l'1 de novembre de 2009 a causa de les males vendes d'entrades i es va cancel·lar la producció prevista de Broadway Bound.

## Recepció
Frank Rich, en la seva crítica a The New York Times va escriure: " Broadway Bound té alguns dels seus millors compliments de l'autor: passatges que dramatitzen els passos sanguinis intempestius i irresolubles de l'existència familiar i els conflictes humorístics. fusió de rialles, caràcter i emoció que s'encén. Hi ha trams, sobretot a l'acte I, quan Broadway Bound no és graciós ni commovedor, sinó només informatiu i expositiu, amb voltes argumentals i invocacions temàtiques acumulades no digerides, com els cursos més pesats en un seder de Pasqua atenuat."